# Влахиня (община Куршумлия)
Вижте пояснителната страница за други значения на Влахиня.
Влахиня (на сръбски: Влахиња или Vlahinja) е село в Сърбия, Топлишки окръг, община Куршумлия. Според Националната статистическа служба на Република Сърбия през 2011 г. селото има 27 жители.

## Демография
Броят на населението в годините 1948 – 2011 е както следва: